# 夢色の恋
「夢色の恋」（ゆめいろのこい）は、アツミサオリの4枚目のシングル。2010年8月11日にGloryHeavenから発売された。

## 概要
前作「あい」から約3年10か月ぶりのリリースであり、2010年1作目のシングル。
表題曲「夢色の恋」は、テレビアニメ『みつどもえ』のエンディングテーマとして使用された。オープニングテーマはポップチューンに仕上げられているが、本作はオープニングテーマとは対照的におやすみソング風に仕上げられている。CDジャケットには、同アニメに登場するキャラクターである丸井みつば、丸井ふたば、丸井ひとはがプリントされている。また、テレビアニメのタイアップは1枚目のシングル「もう少し…もう少し…」から4作連続となった。（テレビアニメのエンディングテーマのタイアップは、2枚目のシングル「びいだま」ぶりである。）
表題曲、カップリング曲、表題曲の弾き語りが収録されており、オフヴォーカルは収録されていない。オフヴォーカルが収録されていないのは2枚目のシングル「びいだま」から3作連続。また、弾き語りが収録されているのは本作が初である。
作詞、作曲はそれまでの作品と同様にアツミ自身が手掛けている。編曲はそれまでは後藤康二が手掛けていたが、本作ではmarbleが手掛けている。

### 主な記録
- 2010年8月23日付のオリコン週間シングルチャートで63位を獲得。現時点で自身のシングルの中で最も高い順位の獲得となった。
- タイアップである『みつどもえ』関連の楽曲では、オープニングテーマである「みっつ数えて大集合!」に次いで2番目のチャート順位となった。

## 収録曲
（全作詞・作曲：アツミサオリ、編曲：marble）
1. 夢色の恋 [3:59]
2. Love, How do you do? [4:07]
3. リュックサック [3:11]
4. 夢色の恋（弾き語り） [3:54]

## タイアップ
| 曲名     | タイアップ                                   |
| -------- | -------------------------------------------- |
| 夢色の恋 | テレビアニメ『みつどもえ』エンディングテーマ |